# Bill Atkinson
William „Bill“ D. Atkinson (17. března 1951 – 5. června 2025) byl americký počítačový inženýr a fotograf, v letech 1978 až 1990 pracoval ve společnosti Apple.
Atkinson byl hlavním designérem a vývojářem grafického uživatelského rozhraní (GUI) počítače Apple Lisa a později jedním z prvních třiceti členů původního vývojového týmu počítače Apple Macintosh a tvůrcem aplikace MacPaint. Navrhl a implementoval také QuickDraw, základní sadu nástrojů, kterou počítače Lisa a Macintosh používaly pro práci s grafikou. Výkonnost nástrojů QuickDraw byla pro úspěch grafického uživatelského rozhraní Macintoshe zásadní. Atkinson byl také jedním z hlavních návrhářů uživatelských rozhraní počítačů Lisa a Macintosh. Také vymyslel, navrhl a implementoval HyperCard, raný a vlivný hypermediální systém. HyperCard umožnil programování počítačů a navrhování databází  i neprogramátorům. V roce 1994 získal Atkinson za svůj přínos cenu EFF Pioneer Award.

## Vzdělávání
Bakalářský titul získal na Kalifornské univerzitě v San Diegu, kde byl jedním z jeho profesorů vývojář počítačů Apple Macintosh Jef Raskin. Ve studiu pokračoval jako postgraduální student neurochemie na Washingtonské univerzitě. Raskin Atkinsona pozval na návštěvu do společnosti Apple Computer, kde ho Steve Jobs přesvědčil, aby okamžitě nastoupil do firmy jako zaměstnanec č. 51 a Atkinson svůj doktorát nikdy nedokončil.

## Kariéra
O založení společnosti General Magic, kde byl Bill Atkinson jedním ze tří spoluzakladatelů, psal kolem roku 1990 časopis Byte:
Překážky na cestě k úspěchu General Magic se mohou zdát skličující, ale General Magic není typická začínající společnost. Mezi její partnery patří někteří z největších hráčů ve světě počítačů, komunikací a spotřební elektroniky a je nabitá špičkovými inženýry, kteří dostali čistý štít, aby znovu objevili tradiční přístupy k celosvětové komunikaci.
V roce 2007 začal Atkinson pracovat jako externí vývojář ve startupu Numenta. Firma se zabývá počítačovou inteligencí. O své tamější práci Atkinson řekl, že „to, co Numenta dělá, je pro společnost zásadně důležitější než osobní počítač a vznik internetu“.
Mezi Atkinsonovy příspěvky v oblasti výpočetní techniky patří například:
- Macintosh QuickDraw a Lisa LisaGraf
  - Atkinson nezávisle objevil algoritmus středního bodu kružnice pro rychlé kreslení kružnic pomocí součtu po sobě jdoucích lichých čísel[8].
- Pochodující mravenci
- Dvojité kliknutí
- Lišta s menu
- Výběrové laso
- FatBits
- MacPaint
- HyperCard
- Atkinsonův dithering
- Bill Atkinson PhotoCard[9]

Ve filmu Jobs z roku 2013 ho ztvárnil herec Nelson Franklin.

## Fotografie
Atkinson se věnoval fotografii přírody a zaměřoval se na makrofotografie kamenů, které byly broušeny a leštěny. Snímky se podobají miniaturním krajinám, které se v kamenech skrývají. Jeho kniha z roku 2004 s názvem Within the Stone (V kameni) obsahuje sbírku jeho detailních fotografií. Pomohl vytvořit proces digitálního tisku, ve kterém měl nad snímky kreativní kontrolu a přesnost. Vyvinul mobilní aplikaci s názvem PhotoCard, která uživatelům umožňovala pořizovat digitální snímky a vytvářet pohlednice s osobními vzkazy, které pak bylo možné vytisknout a odeslat poštou nebo e-mailem.